# Dystrophaeus
Dystrophaeus là một chi khủng long, được Cope mô tả khoa học năm 1877.